# Хератска школа персијског сликарства
Сликарска школа из Херата из 15. века означава сликарски стил (углавном илуминације рукописа) које је процветао у Херату, западни Авганистан, под покровитељством Тимурида.

## Настанак
Почетни период хератске школе сликарства повезан је са оснивањем дворске рукописне радионице (кетабхане) 1410. године, а крај са освајањем Херата 1507. од стране Шајбани-кана. Школу је основао Шахрук Мирза, син монголског освајача Тамерлана, али ју је у важан центар сликарства развио његов син Бајсонкор Мирза, довођењем на свој двор уметника из читаве Персије и Авганистана.
Школа из Херата основана је 1420. године када су у том граду окупљени најбољи мајстори из Табриза, Багдада и Шираза. Од почетка петнаестог века, Херат, који је дуго био град значајне величине, почео је да стиче статус престонице Тимурида. Архитектура, књижевност, музика и занати који су се тамо развијали дали су изванредне резултате. Међутим, град је у том периоду био најпознатији по својим рукописима који су произведени у радионици Бајсонкора и Султана Хусеина Бајкаре, где је постојала бриљантна група мајстора уметности рукописа. Савремени историчар, Доулатшах Самарканди, наводи да је у том периоду у граду било активно чак 40 калиграфа.
Сачувани рукописи школе из Херата настали у периоду 1420-30 (илустрације за Саадијев Ђулистан, Хаџу Керманијев Хумај и Хумајун (1427) и Шахнаме (1430) указују и на њихову повезаност са сликарством претходног периода и достигнућа саме школе из Херата.

## Минијатуре школе из Херата
Кључна иновација хератске школе сликарства био је успостављање неопходног односа између свих елемената композиције, унутар које је човек постао средиште слике. Уметници из Херата, који су већ били у могућности да у доброј мери примене експресивне технике, достигли су ниво на коме су почели да се баве изазовним проблемима сликовног изражавања емоција кроз поетски узвишене представе природе, као и различита расположења повезана са сценама помпе и церемоније или нежним сусретом љубавника, с једне, или са напетошћу битке, с друге стране. Ритам и боја постали су зависни од предметне теме. Никад раније, палета није била тако чиста и жива. Главна позадина, заузимајући већи део површине рада и тиме одређујући укупан тоналитет хератске школе, састојала се од светлих, меких тонова на којима су црвене и плаве нијансе на одећи фигура блистале као драгоцено камење.
Минијатуре школе из Херата изведене су из природе, свеже и препуне светлих боја и текућих линија. Пролећна башта са процветалим дрвећем, ливадама и потоцима уоквирена бујном травом и зградама украшеним биљкама и геометријским дизајном формирају традиционалну декоративну позадину на којој се развија акција.

## Карактеристике и стил
Хератски стил се ослањао на бројне сликарске традиције, укључујући и школе сликарства из Табриза и Шираза. Најзначајнија иновација био је концепт перспективе који су увели Монголи и који се развио унутар школе Џалајирида од средине 14. века до око 1400. године. Прву фазу хератске школе, која је првенствено била повезана са шираском школом минијатурног сликарства 14. и 15. века, а вероватно и са школама у Багдаду и Табризу, карактеришу илустрације које су прилично верне тексту. Пејзаж, приказан на неколико равни, релативно је једноставан и игра подређену улогу. Број актера је мали, а фигуре су велике и помало статичне, док композиција има тенденцију да буде симетрична. Бројне фигуре, у групама или појединачно, приказане су на различитим равнима, једна изнад друге, на целој површини слике. Фигуре и елементи пејзажа су постављени тако да производе ефекат да се појављују једни иза других.
Иновативни карактер школе из Херата проистиче из оштре моћи запажања, аутентичности у детаљима, а посебно снажног интересовања за људе и жељу да се кроз околни пејзаж и изражајност гестова и покрета прикажу њихове емоције. Фигуре ране школе из Херата су стилизоване - високе и танке са дугуљастим главама и шиљастим брадама, али су изнад свега живахне и увек учествују у акцији у било којој представљеној сцени. Сликари ове школе показују веома развијен осећај за композицију у комбинацији са детаљима. Боје, живахне, али не вриштеће, изведене су у суптилним градацијама. Илустрација из Хаџу Керманијеве Месневије (1430-40; Британски музеј) показује изузетну разноликост плавих и зелених тонова и указује на деликатно рафинирану четкицу по којој је школа из Херата чувена.
Минијатуристи последње четвртине 15. века фаворизовали су оштре драмске теме; компликоване просторне композиције, дизајниране на многим равнима, често се протежући до маргина или нагло одсечене оквиром. Композиција хератске школе држала се традиционалних образаца: употреби дијагоналних или кружних облика са усредсређивањем на детаље на левој страни. Кинески утицај је очигледан, али је веома стилизован у третирању облака, пламена, стена и дрвећа, са популарним мистичким симболима као што су животиње, птице и други елементи из природе.
Цртање је, такође, постало вештије, са већим нагласком на детаљном, графичком приказу контура. Оштра, тврда, фино подешена линија заокружује сваки детаљ композиције, дајући јој завршни, независни изглед. Сваки обрис овде добија пуну вредност: нема полутонова или ублажених ефеката. Геометријски прецизан, одмерен приказ архитектуре и архитектонског орнамента, карактеристичан по уситњавању облика, изолацији детаља и прецизношћу извођења, даје целокупној структури графички квалитет.
До краја 16. века нагласак је на декоративним мотивима у разрађеним композицијама као што је камење, повијено расцветало дрвеће, многоугаони павиљони украшени керамичким плочицама са оградом у позадини и паткама у језерцима које се често виде у прочељу минијатура. У позној фази доминирала је фигура минијатуристе Камалудин Бехзада, који је радио под покровитељством владара Хусеина Бајкара (владао 1469-1506). У складном, маштовитом и драматичном стилу, Бехзад је сликао појединце, а не карактеризације. Копија Саадијевог Бустана (Национална библиотека, Каиро) из 1489. године садржи илустрације које се сматрају изванредним међу Бехзадовим делима.

## Теме хератске школе
Теме ове школе у великој мери одређивала је литература популарна у то време. Присутне су многе сцене из персијског епа Шахнама песника Фирдусија (умро 1020), као и илустрације из каснијих радова Незами Ганџавија, Садија и Џамија.

## Значај
Школа из Херата означава врхунац префињености у персијском сликарству, првенствено захваљујући напорима владара као што су Султан Бајсонкор и његов наследник Султан Хусеин који су на свом двору окупили најеминентније уметнике тога доба, сликаре и минијатуристе који су развили и усавршили стил познат као хератски.

## Најзначајнија дела и сликари хератске школе
Најзначајније дело створено у овом периоду је свакако Бајсонкорова Шахнама (1430), коју је наручио тимуридски принц Бајсонкор Мирза, син Шах Руха и унук Тамерлана, затим Незамијева Хамса¸ Калила и Димна и Саадијев Ђулистан. Најзначајнији сликари хератске школе сликарства су Камалудин Бехзад, Мирак Накаш, Касим Али, Хаџе Мухамед Накаш, Шах Музафер.